# 河合晴彦
河合 晴彦（かわい はるひこ、1970年6月11日 - ）は、日本の元プロボクサー。大阪府泉大津市出身。

## 来歴
- 1990年6月10日、所属先のグリーンツダジムでC級プロボクサーテストを受験し合格。同期に井岡一法（現・井岡ボクシングジム会長、井岡弘樹の兄、井岡一翔の父）。
- 1991年5月8日大阪府立体育会館第二競技場にて新人王トーナメントフライ級予選で川津章とデビュー戦を行いタオル投入により4ラウンドTKO勝ち。
- 1991年7月14日大阪府立体育会館第二競技場にて二戦目を梶浦都良と行うも1ラウンドKO負け。
- 1991年11月1日大阪府立体育会館第二競技場で三戦目を三原崇と行い1ラウンドTKOで勝利し再起。
- 1992年8月12日大阪府立体育会館第二競技場で4戦目となる試合、二度目の新人王トーナメントフライ級予選で佐々木則和と行うもドロー、この試合は規定により勝者扱いとなり決勝へ。
- 1992年10月2日大阪府立体育会館第二競技場にて梶浦都良と西日本新人王決勝戦を争い判定負け。
- 1992年12月21日大阪府立体育会館第二競技場にてドローになった佐々木則和選手と再戦し1ラウンドKO勝ちし再起。
- 1993年5月12日初の6回戦をフィリピン人選手、ジュリアス・カピヤンと行いこれを1ラウンドKOで勝利。
- 1994年6月14日メキシコ、チャパス州DEPORTIBO ROMAにて8回戦でムクリータ・トレスと対戦、海外デビューし判定勝ちを収め帰国。
- 1994年11月9日大阪府立体育会館第二競技場にて青野哲也と6回戦を行い判定負け。
- 1998年3月23日、タイ王国、バンコク、ラジャダムナンスタジアムにて再起をカンチット・キャトゲイチャ相手に行うも2ラウンドTKO負け。
- 1998年4月19日、ラジャダムナンスタジアムにてペットマイ・シーソーパと行い1ラウンドKO勝ちで勝利。
- 1998年6月25日、ラジャダムナンスタジアムにてヨドシン・チュワタナと戦い、3ラウンドKO負け。
- 1999年12月10日、タイ王国、スパンブリー県 野外特設リングにてWBFスーパーバンタム級タイトルマッチ。後にWBAスーパーバンタム級チャンピオンになる、ソムサック・シンチャチャワンと争い相手のバッティングによる出血で試合が中断。規定により3ラウンドドローとなる。この試合を最後にグローブを壁につるす。
- 2004年5月より愛知県小牧市にあるNAボクシングジムのトレーナーになる。現在は神奈川渥美ボクシングジムのトレーナー。